# Premio de Derechos Humanos Rey de España
El Premio de Derechos Humanos Rey de España está destinado a distinguir a las instituciones iberoamericanas que defienden los derechos humanos y promocionan la democracia. Fue instituido en 2002, y lo convocan la Universidad de Alcalá y el Defensor del Pueblo de España, con el apoyo de Rey de España, desde 2004.

## Características
El objetivo del Premio de Derechos Humanos Rey de España es "servir de reconocimiento y estímulo a las entidades de naturaleza pública o privada que en Iberoamérica se hayan distinguido en la defensa y promoción de los derechos humanos y de los valores democráticos, o que hayan impulsado la investigación o la puesta en práctica de programas de actuación dirigidos a promover estos valores". Este galardón tiene una periodicidad bienal y una dotación económica de 25.000 € y una medalla conmemorativa.
El Rey de España hace entrega del Premio en un acto solemne celebrado en el Paraninfo de la Universidad de Alcalá, con la asistencia de los promotores del galardón y representantes de las más altas instituciones del Estado.

## Galardonados
| Año  | Edición | Acto de entrega | Galardonado                                                                                              | Méritos |
| ---- | ------- | --------------- | --- | --- |
| 2023 | IX      | 2024/03/13      | Familias Unidas por Nuestros Desaparecidos Jalisco (FUNDEJ)                                              | "Asociación sin ánimo de lucro cuyo fin es encontrar a todas las personas desaparecidas en el Estado mexicano de Jalisco. Entidad formada por los familiares de las víctimas." |
| 2018 | VIII    | 2020/02/12      | Asociación Colaboración y Esfuerzo (ACOES)                                                               | "ONG hondureña que desarrolla proyectos educativos, asistenciales, sanitarios de construcción y de productividad para personas desfavorecidas y en riesgo de exclusión." |
| 2016 | VII     | 2017/03/01      | Patrulla Aérea Civil Colombiana (PAC)                                                                    | Organización "dedicada a la atención médica gratuita a poblaciones rurales en condiciones de extrema pobreza o víctimas de catástrofes." |
| 2014 | VI      | 2015/04/13      | Las Adoratrices                                                                                          | Institución española que "ayuda a mujeres víctimas de todas formas de explotación en 23 países de Europa, Asia, África e Iberoamérica. Mediante programas de carácter social, casas de acogida, asistencia jurídica e inserción laboral de las víctimas."                                                        |
| 2012 | V       | 2013/09/10      | Red Nacional de Organismos Civiles de Derechos Humanos "Todos los Derechos para Todas y Todos" (Red TDT) | "Realiza actuaciones en el ámbito de los derechos de las mujeres; de los derechos colectivos de los pueblos indígenas; de los derechos económicos, sociales, culturales y ambientales; de la seguridad y la justicia; del sistema público de derechos humanos en México."                                        |
| 2010 | IV      | 2011/09/26      | Un techo para mi país (UTPMP)                                                                            | Organización fundada en Chile, con actividades en dieciocho países de Iberoamérica. "Ha construido más de 70.000 viviendas de emergencia con la participación de 250.000 jóvenes voluntarios, trabajando conjuntamente con los colectivos de personas más desfavorecidas."                                       |
| 2008 | III     | 2009/03/31      | Comité de América Latina y El Caribe para la Defensa de los Derechos de la Mujer (CLADEM)                | Entidad sin ánimo de lucro con sede en Perú que destaca por su "labor de asesoramiento y defensa jurídica que presta a mujeres que han sido objeto de violación de sus derechos fundamentales." |
| 2006 | II      | 2007/04/11      | Fundación Myrna Mack                                                                                     | "Destaca su labor a favor de la adopción de políticas públicas orientadas a mejorar el acceso a la justicia, a combatir las diferentes formas de denegación de justicia y a integrar en el marco democrático las actividades de las Fuerzas Armadas y de los aparatos de seguridad e inteligencia de Guatemala." |
| 2004 | I       | 2005/01/24      | Pastoral da Criança                                                                                      | "Organización humanitaria brasileña dedicada a la protección y asistencia en materia de salud, nutrición y educación de los niños más desfavorecidos." |